# Ikoma (Serengeti)
Ikoma è una circoscrizione rurale (rural ward) della Tanzania situata nel distretto di Serengeti, regione del Mara. Conta una popolazione di 28 301 abitanti (censimento 2012).